# Annapurna Interactive
Annapurna Games, LLC, cuyo nombre comercial es Annapurna Interactive, es una empresa distribuidora de videojuegos, filial de Annapurna Pictures. Ha publicado videojuegos como What Remains of Edith Finch, Gorogoa, Donut County y Florence.

## Historia
La compañía fue fundada como una división de Annapurna Pictures el 1 de diciembre de 2016 como el intento de Annapurna de expandirse en la industria de los juegos interactivos. El personal inicial de la compañía estaba compuesto por ejecutivos existentes de Annapurna, el productor Neale Hemrajani y el director de tecnología James Masi junto con varios veteranos de videojuegos, incluidos Nathan Gary, Deborah Mars, Hector Sanchez y Jeff Legaspi, que habían trabajado en Sony Interactive Entertainment and Warner Bros. Interactive Entertainment. Jenova Chen también ejerció como asesora de la empresa. La compañía tenía como objetivo publicar videojuegos "personales, emocionales y originales".
El día de su fundación, la empresa anunció varios acuerdos de publicación que había firmado con varios desarrolladores independientes. Esto incluye Gorogoa, What Remains of Edith Finch, un proyecto sin título (más tarde revelado como Wattam) de Keita Takahashi, y un juego no anunciado (más tarde revelado como Florence) de Ken Wong, el diseñador del aclamado Monument Valley. En 2017, Annapurna anunció que comenzará a publicar juegos más independientes, incluidos The Artful Escape, Ashen y Telling Lies.

## Videojuegos publicados
| Año  | Título                          | Desarrollador(es)       | Plataforma(s)                                                                                    | Ref.   |
| ---- | ------------------------------- | ----------------------- | ------------------------------------------------------------------------------------------------ | ------ |
| 2017 | What Remains of Edith Finch     | Giant Sparrow           | Microsoft Windows, PlayStation 4, Xbox One, Nintendo Switch                                      | [ 8 ]  |
| 2017 | Flower                          | Thatgamecompany         | Microsoft Windows, iOS, PlayStation 3, PlayStation 4, PlayStation Vita                           | [ 9 ]  |
| 2017 | Gorogoa                         | Buried Signal           | Microsoft Windows, macOS, iOS, Android, Nintendo Switch, PlayStation 4, Xbox One                 | [ 10 ] |
| 2018 | Florence                        | Mountains               | iOS, Android, Windows, macOS, Nintendo Switch                                                    | [ 11 ] |
| 2018 | Donut County                    | Ben Esposito            | Microsoft Windows, PlayStation 4, macOS, iOS, Xbox One, Nintendo Switch                          | [ 12 ] |
| 2018 | Gone Home                       | Fullbright              | Nintendo Switch, iOS                                                                             | [ 13 ] |
| 2018 | Ashen                           | A44                     | Microsoft Windows, Xbox One, PlayStation 4, Nintendo Switch                                      | [ 14 ] |
| 2019 | Outer Wilds                     | Mobius Digital          | Microsoft Windows, Xbox One, PlayStation 4, Nintendo Switch                                      | [ 15 ] |
| 2019 | Journey                         | Thatgamecompany         | Microsoft Windows, iOS, PlayStation 3, PlayStation 4                                             | [ 16 ] |
| 2019 | Telling Lies                    | Sam Barlow, Furious Bee | Microsoft Windows, macOS, iOS                                                                    | [ 17 ] |
| 2019 | Sayonara Wild Hearts            | Simogo                  | Microsoft Windows, Nintendo Switch, macOS, iOS, tvOS, PlayStation 4, Xbox One                    | [ 18 ] |
| 2019 | Wattam                          | Funomena                | Microsoft Windows, PlayStation 4                                                                 | [ 19 ] |
| 2020 | If Found...                     | Dreamfeel               | Microsoft Windows, macOS, iOS, Nintendo Switch                                                   | [ 20 ] |
| 2020 | Kentucky Route Zero: TV Edition | Cardboard Computer      | PlayStation 4, Xbox One, Nintendo Switch                                                         | [ 21 ] |
| 2020 | The Unfinished Swan             | Giant Sparrow           | Microsoft Windows, iOS                                                                           | [ 22 ] |
| 2020 | I Am Dead                       | Hollow Ponds            | Microsoft Windows, Nintendo Switch, PlayStation 4, PlayStation 5, Xbox One, Xbox Series X/S      | [ 23 ] |
| 2020 | The Pathless                    | Giant Squid Studios     | Microsoft Windows, PlayStation 4, macOS, iOS, tvOS                                               | [ 24 ] |
| 2021 | Maquette                        | Graceful Decay          | Microsoft Windows, PlayStation 4, PlayStation 5, Nintendo Switch, Xbox One, Xbox Series X/S      | [ 25 ] |
| 2021 | 12 Minutes                      | Luis Antonio            | Microsoft Windows, Xbox One, Xbox Series S/X, macOS                                              | [ 26 ] |
| 2021 | Last Stop                       | Variable State          | Microsoft Windows, Xbox One                                                                      | [ 27 ] |
| 2021 | The Artful Escape               | Beethoven & Dinosaur    | Microsoft Windows, Xbox One, macOS, iOS, tvOS                                                    | [ 28 ] |
| 2021 | Solar Ash                       | Heart Machine           | Microsoft Windows, PlayStation 4, PlayStation 5, Xbox One, Xbox Series X/S, Nintendo Switch      | [ 29 ] |
| 2022 | A Memoir Blue                   | Cloisters Interactive   | Microsoft Windows, PlayStation 4, PlayStation 5, Xbox One, Xbox Series X/S, Nintendo Switch, iOS | [ 30 ] |
| 2022 | Neon White                      | Angel Matrix            | Microsoft Windows, Nintendo Switch, PlayStation 4, PlayStation 5, Xbox One, Xbox Series X/S      | [ 31 ] |
| 2022 | Stray                           | Blue Twelve Studio      | Microsoft Windows, PlayStation 4, PlayStation 5, Xbox One, Xbox Series X/S                       | [ 32 ] |
| 2022 | Hohokum                         | Honeyslug               | Microsoft Windows                                                                                | [ 33 ] |
| 2022 | Hindsight                       | Team Hindsight          | Microsoft Windows, Nintendo Switch, iOS, PlayStation 4, PlayStation 5, Xbox One, Xbox Series X/S | [ 34 ] |
| 2023 | Storyteller                     | Daniel Benmergui        | Microsoft Windows, Nintendo Switch, iOS, Android                                                 | [ 35 ] |
| 2023 | Mundaun                         | Hidden Fields           | Microsoft Windows, Nintendo Switch, PlayStation 4, PlayStation 5, Xbox One, Xbox Series X/S      | [ 36 ] |
| 2023 | Cocoon                          | Geometric Interactive   | Microsoft Windows, Nintendo Switch, PlayStation 4, PlayStation 5, Xbox Series S/X                | [ 37 ] |
| 2023 | Thirsty Suitors                 | Outerloop Games         | Microsoft Windows, Nintendo Switch, PlayStation 4, PlayStation 5, Xbox One, Xbox Series X/S      | [ 38 ] |
| 2024 | Open Roads                      | Open Roads Team         | Microsoft Windows, Xbox One, Xbox Series X/S, PlayStation 4, PlayStation 5, Nintendo Switch      | [ 39 ] |
| 2024 | Lorelei and the Laser Eyes      | Simogo                  | Microsoft Windows, Nintendo Switch                                                               | [ 40 ] |
| 2024 | Flock                           | Hollow Ponds            | Microsoft Windows, Xbox One, Xbox Series X/S, PlayStation 4, PlayStation 5                       | [ 41 ] |
| 2025 | Due Process                     | Giant Enemy Crab        | Microsoft Windows                                                                                |        |
| 2025 | Wheel World                     | Messhof                 | Microsoft Windows, Xbox One, Xbox Series X/S, PlayStation 4, PlayStation 5                       | [ 42 ] |
| 2025 | Lushfoil Photography Sim        | Matt Newell             | Microsoft Windows, PlayStation 5                                                                 | [ 43 ] |
| 2025 | Skin Deep                       | Blendo Games            | Microsoft Windows                                                                                | [ 44 ] |
| 2025 | to a T                          | Uvula                   | Microsoft Windows, Xbox One, Xbox Series X/S                                                     | [ 45 ] |
| TBA  | Silent Hill: Townfall           | No Code                 | Windows                                                                                          | [ 46 ] |
| TBA  | Bounty Star                     | Dinogod                 | Microsoft Windows, Xbox One, Xbox Series X/S, PlayStation 4, PlayStation 5                       | [ 47 ] |
| TBA  | Blade Runner 2033: Labyrinth    | Annapurna Games         | Microsoft Windows                                                                                | [ 48 ] |
| TBA  | Forever Ago                     | Third Shift             | Microsoft Windows                                                                                | [ 49 ] |
| TBA  | The Lost Wild                   | Great Ape Games         | Microsoft Windows                                                                                | [ 50 ] |
| TBA  | We Kill Monsters                | Glass Revolver          | Microsoft Windows                                                                                | [ 51 ] |